# Traceroute
Traceroute är ett program för diagnostik av datornätverk. Det används för att spåra vilken väg trafik i nätet routas, vilken väg det tar. I Windows heter motsvarande kommando tracert.
I Unixliknande operativsystem används normalt UDP datagram med start på destinationsport 33434. I andra implementationer används istället ICMP eller TCP. Traceroute använder sig av IP-headerns parameter för Time To Live (TTL) för att stegvis mäta svarstid till respektive router. För att mäta skickas en serie med paket, det första paketet får TTL=1, den andra TTL=2 och ökas därefter efter hand tills destinationen nås. Samtliga implementationer förlitar sig på att routrar längs vägen returnerar ICMP typ 11, Time Exceeded, eller ICMP typ 3, Destination Unreachable. Varje router ska minska TTL med ett, när värdet blir lika med noll i ett paket ska det kastas samt en Time Exceeded skickas tillbaka till avsändaren. När traceroute når destinationsadressen förlitar den sig på att mottagaren inte lyssnar på den aktuella UDP-porten och en ICMP typ 3, Destination Unreachable, returneras. Traceroute använder sig av dessa ICMP-paket för att identifiera routerhoppen längs vägen.